# Гроссмейстер СССР по шахматной композиции
Гроссмейстер СССР по шахматной композиции — высшее спортивное звание СССР по шахматной композиции. Было учреждено в 1977 году. Звания удостаивались наиболее видные композиторы, авторы как задач, так и этюдов. Присвоение звания осуществлял Госкомспорт СССР, используя нормативы Единой всесоюзной спортивной классификации. По состоянию 1 января 1988 звания были присвоены 4 составителям — Я. Владимирову, В. Королькову, В. Чепижному (все трое — 1980 год) и Г. Надареишвили (1982 год).